# Momarka
Momarka är en tidigare tätort i Levangers kommun i Trøndelag fylke i mellersta Norge. Orten ligger vid sidan av Europaväg 6, söder om staden Levanger.
Sedan 2002 räknas bebyggelsen i orten som en del av tätorten Levanger.